# Яжембский, Юзеф
Юзеф Людвик Яжембский (пол. Józef Ludwik Jarzębski, в России Иосиф Феликсович Яржембский; 18 сентября 1878, Неборув — 4 марта 1955, Варшава) — польский скрипач и музыкальный педагог.
Окончил Варшавскую консерваторию (1898), ученик Станислава Барцевича и Эдварда Стиллера, изучал также контрапункт у Зыгмунта Носковского.
В 1898—1908 гг. преподавал в Тамбове, в музыкальных классах Тамбовского отделения Императорского Русского музыкального общества, экстерном получил диплом Санкт-Петербургской консерватории (1905). Выступал как солист в концертах Тамбовского отделения ИРМО, дебютировав 10 ноября 1899 г. исполнением 4-го скрипичного концерта Анри Вьётана. В Тамбове женился на Софье Михайловне Боратынской из рода Боратынских, правнучке адмирала Ильи Баратынского, дяди поэта Евгения Баратынского. В 1908 г. короткое время играл в оркестре в Москве, затем преподавал в Астрахани в музыкальном училище, осенью 1909 г. дебютировал в камерных концертах Астраханского отделения ИРМО.
Профессор Варшавской консерватории с 1911 г. до самой смерти (с перерывами на Первую и Вторую мировые войны). Среди учеников Яжембского были Гражина Бацевич, Тадеуш Вроньский, Стефан Рахонь, Евгения Уминьска. Написал учебник игры на скрипке (пол. Szkoła na skrzypce; 1947—1948, переиздание 1962—1963).
Сыновья — композитор и музыкальный педагог Александр Яжембский и скрипач Станислав Яжембский (1915—1971), известный как участник премьеры фортепианного трио Анджея Пануфника в 1936 году.